# Győző Szépligeti
Dans le nom hongrois Szépligeti Győző, le nom de famille précède le prénom, mais cet article utilise l’ordre habituel en français Győző Szépligeti, où le prénom précède le nom.
Győző (ou en français Viktor) Szépligeti, né Schönbauer, est un naturaliste hongrois, né le 21 août 1855 à Zirc et mort le 24 mars 1915 à Budapest.
Il étudie à l’université de Budapest avant d’y enseigner la chimie et l’histoire naturelle de 1877 à 1912, date de sa retraite. Il travaille sur les hyménoptères.

## Botanique
Il est coauteur de la description de Erysimum pallidiflorum Szépl. & Jáv., famille des Brassicaceae, synonyme de Erysimum witmannii Zaw.
Szépl. est l’abréviation botanique standard de Győző Szépligeti.
Consulter la liste des abréviations d'auteur en botanique ou la liste des plantes assignées à cet auteur par l'IPNI, la liste des champignons assignés par MycoBank, la liste des algues assignées par l'AlgaeBase et la liste des fossiles assignés à cet auteur par l'IFPNI.

## Source
- Anthony Musgrave (1932). Bibliography of Australian Entomology, 1775-1930, with biographical notes on authors and collectors, Royal Zoological Society of New South Wales (Sydney) : viii + 380.